# トータテグループ
トータテグループは、広島県広島市中区国泰寺町2丁目に本社を置く総合住宅企業グループである。2013年9月に持株会社体制に移行し、現在は全11社で構成されている（2021年1月現在）。

## 沿革
- 1962年 - 創業者川西秀夫が不動産業界に携わり、現在のトータテグループの礎を築く。
- 1967年5月 - 広島市中区光南に有限会社川西住宅を設立。
- 1972年8月 - 広島市中区舟入本町に東洋建物株式会社を設立。
- 1975年4月 - 株式会社トータテハウジングを設立。
- 1978年8月 - トータテ住宅販売株式会社を設立。
- 1989年12月 - トータテ本社ビル新社屋完成。
- 1991年3月 - トータテ住宅販売株式会社福岡営業所を設立し九州にも進出。
- 1996年7月 - 株式会社ティーズネットを設立。
- 2000年7月 - 東洋建物株式会社改め、株式会社トータテに社名変更。
- 2004年1月 - トータテリフォームセンター庚午ショールームOPEN。
- 2004年11月 - トータテ都市開発株式会社を九州福岡にて設立。
- 2006年2月 - 株式会社トータテコミュニティを設立。
- 2007年10月 - トータテリフォームセンター北店を開設。
- 2013年9月 - 有限会社川西住宅を株式会社トータテホールディングスに社名変更し持株会社体制に移行。
- 2013年 - 株式会社トータテ都市開発を株式会社トータテ都市開発九州に社名変更。
- 2013年 - 株式会社トータテリフォームセンター設立。
- 2017年3月 - 株式会社タケイがグループ企業に加入。
- 2019年4月 - 株式会社タカケンがグループ企業に加入。
- 2019年6月 - 株式会社トータテハウジング新社屋toum（トウム）完成。
- 2020年9月 - 株式会社トータテ保険サービスを設立。

## グループ会社
- 株式会社トータテホールディングス
- 株式会社トータテ都市開発
- 株式会社トータテハウジング
- トータテ住宅販売株式会社
- 株式会社トータテリフォームセンター
- 株式会社トータテ都市開発九州
- 株式会社トータテコミュニティ
- 株式会社トータテ保険サービス
- 株式会社タケイ
- 株式会社タカケン
- 株式会社ティーズネット

## 拠点
- トータテグループ本社
- トータテハウジング本社 toum（トウム）
- モデルハウス（こころ、アスタ、吉島、ちゅーピー、東広島）
- 情報センター（中央、西、北、東、東広島、岡山）
- TOTATE LIFE STYLE GALLERY（マンションギャラリー <白島>）
- TOTATEリノベスタジオ（そごう広島店新館5階）
- トータテリフォームセンター（庚午店、北店）
- トータテ都市開発九州
- タケイ（岡山）

## 展開ブランド
分譲戸建
- BELLE COURT（ヴェルコート）

分譲マンション
- Belles（ベルズ）

注文住宅商品ラインナップ
- 8 style series by toum (エイトスタイルシリーズ バイ トウム)
MODA、NOKIYA、FRAME、RINKA、JUJU、GAKU、LATTICE、HIRAYA
- GRANDE（グランデ）
2世帯で暮らす街なか3階建て住宅。吉島住宅展示場。
- SOLAla（ソララ）
空に近い都市型3階建て住宅。吉島住宅展示場。

## プロジェクト
- SATONOWA ヴェルコート牛田早稲田 - 広島市東区牛田早稲田での全131区画の街づくりプロジェクト。

- ヴェルコート西条酒蔵通り

- Belles広島ボールパークテラス

- トータテハウジング8styleこころ展示場 - トータテハウジングの商品ラインナップ8商品が一堂に集まる展示場。2021年4月開設。

- HIROSHIMA GOOD THINGS - そごう広島店新館5階にてTO Life Storeを展開。

- hitoto広島TheTower - 2020年に完成した53階建の広島最大級タワーマンション。

- プレディアステージ倉敷水島
- ザ・府中レジデンス

## CM
昭和から平成に至るまで「とうとう建てたよ〜トータテの家♪」をキャッチフレーズとしたCMを展開。広島県民で知らない人がいないと言われるほどの抜群の認知度を誇る。
2020年9月より手嶌葵をオリジナルソングに起用したグループブランドCM「人生を紡ぐ家」篇を放映。
トータテオリジナルソング　「家」 （詩曲：谷山浩子　歌：手嶌葵）

## 提供番組
- テレビ派月曜日6時台
- TSSライク!木曜日18時台
- FNN Live News days金曜日
- サンデーモーニング（2015年1月〜）
- 週刊ニュースリーダー
- 羽鳥慎一モーニングショー
- ひるおび!金曜日 - 「トータテリフォームセンター」名義で提供
- イマナマ!水曜日14時台※ - 「トータテリフォームセンター」名義で提供

## その他
分譲戸建物件に立てられている黄色に赤文字の幟（のぼり）がトレードマークとして有名。広島県内のいたるところで目にする。